# Saša Samsonová
Saša Samsonová (* 31. května 1991, Užhorod) je ukrajinská módní fotografka a režisérka. Žije a pracuje v Los Angeles.

## Životopis
Saša Samsonová se narodila 31. května 1991 v Užhorodu. V devíti letech se s rodiči přestěhovala do Kyjeva. Jako malá tančila . V 17 letech nasnímala svá první díla pro ukrajinský Harper's Bazaar. V roce 2010 fotografovala projekt časopisu Pink "Ženy do 10 hodin" za účasti ukrajinských hvězd showbyznysu. V roce 2013 Samsonová dokumentovala zákulisí filmu Johna Legendy „All of Me“ s Chrissy Teigen.
V roce 2014 se přestěhovala do Los Angeles. V létě 2015 fotografovala pro Kylie Jenner sérii k jejím 18. narozeninám a režírovala tři videoklipy Youthquaker. V září 2015 obdržela cenu Mercedes-Benz Fashion Prize jako nejlepší fotografka sezóny. V říjnu 2015 vyšla nová fotosérie americké modelky Kylie Jennerové v poušti od Samsonové a v listopadu 2015 vyšlo video Iman Shampert Promised s Theanou Taylor, které Samsonová točila.
V roce 2016 Samsonová točila Backseat video Christie Bell, speciální projekt pro firmu Adidas. Mezi další projekty, na kterých pracovala, patří: fotografie na obal alba Fifth Harmony 7/27, lookbook Kendall a Kylie Jenner Kendall + Kylie a reklamní kampaň na kolekci plavek sester Jennerových pro Topshop.